# Энни Спринкл
Энни М. Спринкл (англ. Annie Sprinkle, настоящее имя Эллен Ф. Штейнберг, англ. Ellen F. Steinberg, род. 23 июля 1954, Филадельфия, Пенсильвания) — американский сертифицированный сексолог, специалист по половому воспитанию, бывший секс-работник, феминистская стриптизёрша, порноактриса, ведущая кабельного телевидения, редактор порножурнала, писатель, продюсер секс-фильмов, сексуально-либеральная феминистка. В 1986 году получила степень бакалавра в области фотографии в Школе изобразительных искусств, а в 1992 году — докторскую степень в области человеческой сексуальности Институте углубленного изучения сексуальности человека в Сан-Франциско. В настоящее время работает как перформансист, художник, режиссёр, писатель и сексуальный педагог. Называет себя экосексуалом; 14 января 2007 года в Канаде вступила в брак со своей давней партнёршей Элизабет Стивенс. Член залов славы AVN и XRCO.

## Жизнь и карьера
Спринкл родилась 23 июля 1954 года в Филадельфии, Пенсильвания. Её мать имеет русские и еврейские, а отец — еврейские и польские корни. Известна как «проститутка и порнозвезда, ставшая сексуальным педагогом и художником». Её самый известный перформанс — Public Cervix Announcement («публичная демонстрация шейки матки»), где она приглашает аудиторию «прославлять женское тело», рассматривая её шейку матки с расширителя и фонарика. Другой перформанс — «Легенда о древней священной проститутке» (The Legend of the Ancient Sacred Prostitute), в котором она провела на сцене «сексуальный магический» ритуал мастурбации. Гастролировала по всему миру с сольными шоу 17 лет, некоторые из них — Post Porn Modernist, Annie Sprinkle’s Herstory of Porn, Hardcore from the Heart. Затем вместе с Бет Стивенс исполняла Exposed; Experiments in Love, Sex, Death and Art, Dirty Sex Ecology, Earthly: An Ecosex Bootcamp и Ecosex Walking Tour.
Работы и публикации Спринкл, охватывающие более четырёх десятилетий, изучаются на курсах во многих университетах, в области театральной истории, женских исследований, исследований перформансов, изучения ЛГБТК и курсах киноведения. Она также является преподавателем в Окленде, штат Калифорния, в Новой школе эротических прикосновений (The New School of Erotic Touch).
В 18 лет Спринкл (тогда ещё под именем Эллен Штейнберг) начала работать в билетной кассе в кинотеатре Tucson’s Plaza Cinema, когда демонстрировалась «Глубокая глотка». Фильм запретили, и когда Штейнберг должна была выступить в суде в качестве свидетеля, она встретила и полюбила режиссёра «Глубокой глотки» Джерарда Дамиано, стала его любовницей и уехала с ним в Нью-Йорк, где прожила 22 года. Вскоре после того, как стала любовницей Дамиано, Штейнберг сама начала работать в порно, тогда же и появился псевдоним «Энни». Её первый порнофильм — Teenage Deviate, вышедший в 1975 году. Пожалуй, её самая известная роль в порно — Deep Inside Annie Sprinkle («Глубоко внутри Энни Спринкл», режиссёры Спринкл и ветеран сексплотэйшн-фильмов Джозеф В. Сарно), занявший второе место по сборам среди порнофильмов в 1981 году.
В 1991 году Спринкл разработала семинар Sluts and Goddesses («Шлюхи и богини»), ставший основой для её постановки 1992 года The Sluts and Goddesses Video Workshop — Or How To Be A Sex Goddess in 101 Easy Steps («Видеосеминар шлюхи и богини, или 101 простой шаг, чтобы стать секс-богиней»); сопродюсером и сорежиссёром стала видеооператор Мария Битти (Maria Beatty), музыка — композитор Полина Оливерос. Спринкл была пионером новых жанров откровенных сексуальных фильмов и видео, таких как образовательное порно, гонзо, пост-порно, XXX-документальная драма, арт-порно и феминистская эротика. Спринкл также провела множество секс-семинаров с коллегой секс-фасилитатором Барбарой Карреллас (Barbara Carrellas), с которой вела сценическую постановку Metamorphosex.
Снялась в экспериментальных фильмах Ника Зедда (Nick Zedd) War Is Menstrual Envy (1992), Ecstasy in Entropy (1999) и Electra Elf: The Beginning (2005).
Спринкл снялась почти в 200 фильмах, среди них — хардкорное и софткорное порно, фильмы категории B, петли, множество документальных фильмов и различные телешоу, в том числе четыре программы HBO Real Sex. Она также спродюсировала, срежиссировала и снялась в нескольких своих фильмах, таких как Annie Sprinkle’s Herstory of Porn, Annie Sprinkle’s Amazing World of Orgasm и Linda/Les & Annie--The First Female to Male Transsexual Love Story. Эти фильмы были показаны на множестве кинофестивалей, в музеях и галереях. Её работа в фильмах для взрослых принесла ей место на «тропе славы звёзд для взрослых» (Adult Star Path of Fame) в Эдисоне (Нью-Джерси), также она была введена в залы славы AVN и XRCO в 1999 году. На протяжении трёх десятилетий она представляла свои работы в качестве приглашённого артиста во многих крупных университетах и колледжах США и Европы. В настоящее время её лекционное выступление называется My Life and Work as a Feminist Porn Activist, Radical Sex Educator, and Ecosexual («Моя жизнь и работа как феминистской порно-активистки, радикального секс-педагога и экосексуала»). Она также представила десятки «бесплатных секс-клиник на тротуарах», предлагающих бесплатное сексуальное образование для общественности в публичных местах.
Работа Спринкл всегда была о сексуальности, с политическим, духовным и художественным уклоном. В декабре 2005 года она взяла на себя обязательство семь лет делать художественные проекты о любви со своим творческим соавтором и будущей женой, Бет Стивенс. Они назвали это лабораторией любовного искусства (Love Art Laboratory). Частью проекта было проведение экспериментальной художественной свадьбы каждый год, и каждый год имел разные темы и цвета. Семилетняя структура была адаптирована к их проекту приглашенным художником Линдой Монтано. Спринкл и Стивенс сделали двадцать одну художественную свадьбу, восемнадцать с экосексуальными темами. Они поженились на Земле, Небе, Море, Луне, Аппалачи, Солнце и других нечеловеческих сущностях в девяти разных странах.
Спринкл и её партнёрша Бет Стивенс стали пионерами экосексуальности, своего рода любящей землю сексуальной идентичности, которая гласит: «Земля — наша возлюбленная». Их Манифест об экосексуальности провозглашает, что любой может идентифицировать себя как экосексуала вместе с тем, чтобы быть «GLBTQI, гетеросексуалом, асексуалом и/или другим».
Спринкл также давно отстаивает права и здравоохранение секс-работников. Она также работала проституткой в 1973—1992 годах.
Спринкл идентифицирует себя как сексуально-либеральную феминистку, и большая часть ее активистской и сексуально-просветительской работы отражает эту философию. В 2009 году она снялась во французском документальном фильме Mutantes: Punk, Porn, Feminism («Мутанты: панк, порно, феминизм»), рассказав о зарождении движения, а также о собственном вкладе в него.
В 2017 году Спринкл и Стивенс были официальными художниками на Documenta 14, считающейся самой значительной художественной выставкой в мире. Они представили перформансы и живопись, прочитали лекции и устроили предпоказ своего нового документального фильма Water Makes Us Wet: An Ecosexual Adventure («Вода делает нас влажными: экосексуальное приключение»).

## Псевдоним
Как отмечалось выше, Штейнберг сначала использовала имя «Энни», когда начала работать в порнографии. Поскольку карьера продолжалась, однажды ночью у неё случилось прозрение, и с её слов, в ту ночь «как будто от самой богини» ей пришло имя «Энни Спринкл». Она подумала, что подходит, потому что ей «нравятся водопады, моча, вагинальные выделения, пот, что угодно влажное. Так что имя "Энни Спринкл" выглядело идеальным» (Sprinkle в переводе с английского означает «брызгать»).

## Награды
- Зал славы AVN (1999)
- Зал славы XRCO (1999)
- Firecracker Alternative Book Awards за Hardcore from the Heart—The Pleasures […] (2002)

## Фильмография
| Год  | Фильм                                                    | Роль                                       | Примечание             |
| ---- | -------------------------------------------------------- | ------------------------------------------ | ---------------------- |
| 2017 | Water Makes Us Wet: An Ecosexual Adventure               | Ведущий, режиссёр                          |                        |
| 2013 | Goodbye Gauley Mountain: an Ecosexual Love Story (видео) |                                            |                        |
| 2012 | Lesbian Sex Education: Female Ejaculation (видео)        |                                            |                        |
| 2009 | Mutantes: Punk, Porn, Feminism                           |                                            |                        |
| 2005 | H.C.E.                                                   | Несколько                                  |                        |
| 2005 | Electra Elf: The Beginning Parts One & Two               |                                            |                        |
| 2005 | The Keep (короткометражный)                              |                                            |                        |
| 1999 | Ecstasy in Entropy (короткометражный)                    |                                            |                        |
| 1997 | The Fanny (видео)                                        |                                            |                        |
| 1996 | Bubbles Galore                                           | Бог                                        |                        |
| 1992 | Pinned and Smothered (видео)                             |                                            |                        |
| 1992 | War Is Menstrual Envy                                    |                                            |                        |
| 1992 | 25 Year Old Gay Man Loses His Virginity to a Woman       | Камео                                      | Режиссёр Филлип Б. Рот |
| 1991 | Mature Women 2 (видео)                                   |                                            |                        |
| 1991 | Shadows in the City                                      | Бывшая девушка                             |                        |
| 1991 | My Father Is Coming                                      | Энни                                       | Режиссёр Моника Тройт  |
| 1990 | Fantasy Salon                                            |                                            |                        |
| 1990 | The Golden Boat                                          | Официантка                                 |                        |
| 1989 | Young Nurses in Love                                     | Twin Falls                                 |                        |
| 1988 | Bazooka County (видео)                                   |                                            |                        |
| 1988 | Dreams of Desire                                         |                                            |                        |
| 1988 | Hotter Than July                                         |                                            |                        |
| 1988 | The Horneymooners (видео)                                | Джейн Норрис (Jane Norris)                 |                        |
| 1988 | Tattoo Vampire (видео)                                   |                                            |                        |
| 1987 | Rites of Passion                                         |                                            |                        |
| 1987 | She Comes in Colors                                      |                                            |                        |
| 1987 | She-Male Encounters 5: Orgy at the Poysinberry Bar       |                                            |                        |
| 1987 | The Lingerie Shop                                        |                                            |                        |
| 1986 | Sweet Revenge                                            |                                            |                        |
| 1986 | Wimps (видео)                                            | Head Stripper                              |                        |
| 1985 | Spitfire                                                 | Лулу (Lulu)                                |                        |
| 1984 | Electric Blue 12 (видео)                                 | Шелли (Shelly)                             |                        |
| 1984 | Throat... 12 Years After                                 | The Sewer Mother                           |                        |
| 1983 | Big Busty 3 (видео)                                      |                                            |                        |
| 1983 | Kneel Before Me                                          | Жена / Жюстин (как Энни Спринклз)          |                        |
| 1983 | Oriental Techniques in Pain and Pleasure                 | Энни (как Энни Спринклз)                   |                        |
| 1982 | Night on the Town                                        |                                            |                        |
| 1981 | Bizarre Styles                                           | Энни                                       |                        |
| 1981 | Pandora's Mirror                                         | Королева клуба (как мисс Энни Спринкл)     |                        |
| 1981 | Centerfold Fever                                         | Энни                                       |                        |
| 1981 | Twilite Pink                                             | Проститутка (как Энни Спринклз)            |                        |
| 1981 | Deep Inside Annie Sprinkle                               |                                            |                        |
| 1980 | Midnight Blue 2                                          |                                            |                        |
| 1980 | The Satisfiers of Alpha Blue                             | Satisfier                                  |                        |
| 1979 | For Richer for Poorer                                    | Гость на вечеринке (в титрах не указана)   |                        |
| 1979 | Jack n' Jill                                             | First Caller                               |                        |
| 1978 | The Ganja Express                                        | Шерри Херринг (Sherry Herring)             |                        |
| 1977 | Unwilling Lovers                                         | Проститутка с вором (как Энни Спринклз)    |                        |
| 1977 | Cherry Hustlers                                          | Спринк (в титрах не указана)               |                        |
| 1977 | The Devil Inside Her                                     | Участница оргии (как Энни Спринклз)        |                        |
| 1976 | Wet-X-Mas                                                |                                            |                        |
| 1976 | Funk                                                     |                                            |                        |
| 1976 | Come with Me My Love                                     | Тесс Альбертино (Tess Albertino)           |                        |
| 1976 | The Affairs of Janice                                    | Сьюзен (в титрах не указана)               |                        |
| 1976 | Call Me Angel, Sir                                       | Трейси Диксон (Tracy Dixon)                |                        |
| 1976 | The Double Exposure of Holly                             | Muff (как Энни Спринклз)                   |                        |
| 1976 | Slippery When Wet                                        | Стелла Уилкинс (как Энни Спринклз)         |                        |
| 1976 | Bang Bang You Got It!                                    | Рода Томас (Rhoda Thomas)                  |                        |
| 1976 | My Erotic Fantasies                                      | Русская порноактриса                       |                        |
| 1976 | Seduction                                                | Девушка на вечеринке No. 1                 |                        |
| 1976 | The Night of Submission                                  | Любовница редактора                        |                        |
| 1976 | Teenage Cover Girls                                      | Энн Сэндс (как Энн Сэндс)                  |                        |
| 1976 | Once Over Nightly                                        |                                            |                        |
| 1976 | M*A*S*H'd                                                | Гейл (Gail)                                |                        |
| 1976 | Expose Me, Lovely                                        | Робин (как Энни Спринклз)                  |                        |
| 1976 | Ecstasy in Blue                                          | Хентай                                     |                        |
| 1976 | Teenage Deviate                                          | Элла (как Энни Спринклз)                   |                        |
| 1976 | Honey Pie                                                | Blow Job Annie (как Энн Спринкл)           |                        |
| 1976 | Pornocopia Sensual                                       | Сьюзен (Susan)                             |                        |
| 1975 | Fanny                                                    | Джун (в титрах не указана)                 |                        |
| 1975 | Satan Was a Lady                                         | Терри (как Anny Sands)                     |                        |
| 1975 | Wild Pussycats                                           |                                            |                        |
| 1975 | French Shampoo (Homage to W. B.)                         | Маленькая Мэри (Little Mary)               |                        |
| 1975 | Too Hot to Handle                                        | Эллен (как Annie Sands)                    |                        |
| 1975 | Sherlick Holmes                                          |                                            |                        |
| 1975 | Kathy's Graduation Present                               | Анита (в титрах не указана)                |                        |
| 1975 | Teenage Masseuse                                         | (как Энни Спринклз)                        |                        |
| 1975 | The American Andventures of Surelick Holmes              | Стюардесса (в титрах не указана)           |                        |
| 1975 | My Master My Love                                        | Брюнетка-клиент Маргарет (как Annie Sands) |                        |
| 1975 | Sue Prentiss R.N.                                        | Первая медсестра (в титрах не указана)     |                        |
| 1975 | Blow Some My Way                                         | B.J.                                       |                        |